# غيلمور غيلز: سنة في العمر
غيلمور غيلز: سنة في العمر (بالإنجليزية: Gilmore Girls: A Year in Life) هو مُسلسل كوميديا ودراما أمريكي، عُرض على الإنترنت على موقع نتفليكس. مُكملاً المُسلسل التلفزيوني بنات غيلمور من إعداد شيرمان بالادينو وبطولة لورين غراهام وألكسيس بلدل، الذي عرض على قناة "WB"، و«CW» في عام 2000 حتى 2007.

## الممثلون والشخصيات

### شخصيات رئيسية
- لورين غراهام بدور لوريلاي غيلمور
- ألكسيس بلدل بدور روري غيلمور
- سكوت باتيرسون بدور لوك داينس
- كيلي بيشوب بدور إيميلي غيلمور

## الحبكة
بسبب رحلاتها المتكررة، تتخلى روري غيلمورعن شقتها لصالح البقاء في منازل أصدقائها في نيويورك وستارز هولو ولندن. عندما تذهب إلى لندن، تقيم روري مع لوغان هنتسبرغر أثناء العمل على كتاب لغريبة الأطوار نعومي شروبشاير. روري ولوغان في علاقة بلا قيود، على الرغم من أن لوغان مخطوب وروري في علاقة مع بول الذي في معظم الاوقات لا تتذكره أبدًا. عندما طردتها نعومي من عملها وانتقلت خطيبة لوغان للعيش معه، تكافح روري بسبب افتقارها عن عملها وعلاقتها مع لوغان. تلتقي بجيس ماريانو (حبيبها السابق)، الذي يشجعها على كتابة كتابها الخاص عن حياتها مع والدتها.
إميلي غيلمور تحزن على وفاه زوجها ريتشارد حديثا وتخدع ابنتها لوريلاي ببدأ العلاج النفسي معها. كانت لوريلاي تشعر أيضًا بالضياع بسبب وفاة والدها، والتقدم الوظيفي لشركائها في العمل منذ فترة طويلة، وعلاقتها مع لوك داينس. لوريلاي ولوك يتواعدان منذ أكثر من عشر سنوات ولكنهما لم يتزوجا أو يناقشا موضوع الانجاب. يفكرون في استخدام بديل لذلك، يذهبون إلى عيادة الخصوبة التي تديرها باريس. تجادل روري مع لوريلاي حول فكرة الكتاب.
تتقبل إميلي في النهاية وفاة زوجها، وتبيع منزلهم، وتتخلى فعليًا عن DAR، وتنتقل إلى نانتوكيت، عازبة ومستقلة لأول مرة في حياتها. لوريلاي تتصالح مع إميلي وروري، وتطلب من لوك أن يتزوجها. روري تزور والدها كريستوفر هايدن لإبلاغه بالزفاف. تسألته لماذا سمح لوريلاي بتربيتها كأم عزباء واتفقوا على أن الأمر كان الأفضل. يتزوج لوك ولوريلاي، وفي المشهد الأخير من المسلسل، تكشف روري لوريلاي أنها حامل.

## وصلات خارجية
- الموقع الرسمي
- غيلمور غيلز: سنة في العمر على موقع IMDb (الإنجليزية)
- غيلمور غيلز: سنة في العمر على موقع روتن توميتوز (الإنجليزية)
- غيلمور غيلز: سنة في العمر على موقع نتفليكس (الإنجليزية)
- غيلمور غيلز: سنة في العمر على موقع فيلمافينيتي (الإسبانية)
- غيلمور غيلز: سنة في العمر على موقع ليتربوكسد (الإنجليزية)
- غيلمور غيلز: سنة في العمر على موقع كينوبويسك (الروسية)
- غيلمور غيلز: سنة في العمر على موقع ألو سيني (الفرنسية)
- غيلمور غيلز: سنة في العمر على موقع قاعدة بيانات الفيلم (الإنجليزية)